# خراست (ناحیه پریبرام)
خراست (به چکی: Chrást) یک منطقهٔ مسکونی در جمهوری چک است که در ناحیه پریبرام واقع شده‌است.